# Jan z Falkenštejna
Jan (Ješek) z Falkenštejna (asi 1282 – po 1337) byl syn královny vdovy Kunhuty Uherské a Záviše z Falkenštejna, komtur řádu německých rytířů a pravděpodobně také účastník křížové výpravy na Litvu.

## Život
Královna Kunhuta ovdověla roku 1278 po bitvě na Moravském poli, kde její manžel, český král Přemysl Otakar II. padl. Království české bylo poté svěřeno do péče Oty Braniborského, synovce zemřelého krále, protože následník byl tehdy teprve sedmiletý. Správce Ota složitou situaci vyřešil internací následníka Václava a jeho matky královny Kunhuty na hradě Bezdězi. Kunhutě se podařilo z internace utéci a přesídlit na Moravu, odkud se mohla snažit získat příznivce pro Václavovo propuštění. V zemi byla bída, neúroda a hladomor.
Záviš z Falkenštejna, kdysi rebel proti českému králi, je doložen na Moravě jistě na počátku roku 1281 jako purkrabí v královnině Hradci nad Moravicí. Někdy v té době se stal milencem královny vdovy. Po návratu Mikuláše Opavského z uherského zajetí musela pro vážné neshody s tímto Kunhutiným nevlastním synem milenecká dvojice odejít z Opavska. Pravděpodobně v roce 1282 se dvojici na neznámém místě na Moravě narodil syn Jan. Podle pověsti se tak stalo na hrádku poblíž Svojanova. V květnu roku 1283 byl z braniborského vězení konečně zpět do vyhladovělé a zpustošené země propuštěn mladičký následník trůnu Václav II. a pár týdnů nato se vrátila do hlavního města i Kunhuta, patrně i s malým Ješkem.
Záviš z Falkenštejna se stal rádcem, přítelem a učitelem mladého krále a Václav si jej zamiloval. Dokonce souhlasil i se Závišovým sňatkem se svou matkou. Morganatická svatba Ješkových rodičů proběhla buď roku 1284 či pár měsíců před královninou smrtí v květnu roku 1285. Kunhuta zemřela v září, pravděpodobně na tuberkulózu. V říjnu 1285 věnoval Václav II. Ješkovi a jeho otci královské město Poličku, hrad Lanšperk, město Lanškroun a další zboží.
Ovdovělý Záviš se znovu oženil, a to s dcerou uherského krále Štěpána Alžbětou Kumánkou. To vyvolalo podezření ze spiknutí proti jeho mladému králi, pro které byl asi v lednu 1289 zajat a uvězněn. Roku 1290 nechal Václav II. Záviše z Falkenštejna, kdysi svého milovaného otčíma, pod hradem Hluboká popravit.
| „                     | ...podivným rozhodnutím Boží pomsty v době jednoho měsíce padl král uherský zabit mečem, vévoda vratislavský zahynul byv otráven a Záviš, který dal příležitost k tém špatnosti, byv sťat skončil bídnou smrtí své dny. | “ |
| — Zbraslavská kronika | |   |

### V řádu německých rytířů
Ješek byl přes matku spřízněn s Přemyslovci, Arpádovci, Rurikovci, Kapetovci a Habsburky a jím se tyto evropské vládnoucí dynastie nebezpečně a nepřípustně sbližovaly s pouhými vazaly z česko-rakouského pomezí.
Osiřelého osmiletého chlapce svěřil jeho polorodý bratr Václav II. do péče řádu německých rytířů. Ve službách řádu Ješek udělal skvělou kariéru, stal se komturem v Řepíně a v roce 1328 zemským komturem pro Čechy a Moravu. Pravděpodobně se zúčastnil křižáckého tažení krále Jana Lucemburského na Litvu. Pak se stal komturem v pruském Altshausu (dnes Starogród u Chełmna, Polsko) a roku 1337 je opět doložen jako komtur v Řepíně.
Zemřel někdy po roce 1337. Dochovala se pečeť, kde je zobrazen apokalyptický Kristus sedící na duze, z jehož úst vycházejí dva meče.